# اتمسفر آزمایشگاه استاندارد
اتمسفر آزمایشگاه استاندارد به محیطی با دما و رطوبت نسبی مشخص که دقت اندازه‌گیری هرکدام معلوم باشد گفته می‌شود. این شرایط برای هر استاندارد به‌طور مجزا مشخص می‌شود. برای مثال اتمسفر آزمایشگاه استاندارد در استاندارد ASTM C158 به صورت ‎ 21±2°C‎ و رطوبت نسبی ۴۰‎±۱۰٪‎ و در استاندارد ASTM D618 به صورت ‎ 25°C‎ و رطوبت نسبی ۵۰٪ تعریف شده‌است.